# Купчинь
Ку́пчинь (рум. Cupcini) — город в Единецком районе Молдавии. В состав города входят сёла Старая Кетрошика и Кюрт.

## Экономика
В городе работает предприятие по переработке сельскохозяйственной продукции «Natur Bravo», на котором в зависимости от сезона занято до 700 рабочих.
В городе также есть хлебокомбинат, молочный завод, сахарный завод . Есть пекарня которая выпекает хлеб для севера Молдавии «Astra».

## История
Село Купчинь Хотинского цинута впервые упоминается в источниках 15 июня 1431 года, когда господарь Александр Добрый пожаловал его ворнику Ивану Купчичу. В 1422—1425 году он занимал должность Великого Логофета, являлся главой господарской канцелярии, держателем печати при молдавском господаре.
В 1560 году господарь Александр Лэпушняну закрепил право владения селом Купчинь с мельницами на реке Чухур за Братэшом и его братьями Ионом и Симкой. Селение располагалось на обоих берегах Чухура, в XVII веке было разделено на две части. Та, что на левом берегу Чухура, получила название Брэтэшань и после преобразования Хотина в райю (1713) вошла в состав Ясского цинута, а та, что на правом берегу — Купчинь, осталась в Хотинском цинуте.
В 1605 году воевода Иеремия Мовилэ пожаловал Илие Бучоку треть села Купчинь, которую приобрел за 250 серебряных талеров у Андрийки и его братьев Григоре и Лупу. В 1631 году господарь Моисей Мовилэ пожаловал Русулу и Бэлану Хацимирским части села Купчинь. В 1705 году Антиох Кантемир закрепил за Думитрашко Бухушем право владения Купчинь и мельницей на реке Чухур.
Перепись, организованная русскими военными властями в 1774 году, показала, что в Купчинь насчитывается 23 двора.
Между 1812—1821 годами поместьем и селом Купчинь владели купцы из Могилева Иоанн Зое и Иоанн Галицэ. По статистическим данным за 1817 год, в селе было 77 подворий, мельница, озеро, деревянная церковь (построена в 1792 году). В 1875 году в селе насчитывалось 73 хозяйства и 400 жителей. При церкви работала приходская школа, позднее открылась и земская школа.
В 1923 году в Купчинь было 243 дома, население — 1084 человека. В 1940 году советские власти насчитали в Купчинь 1460 жителей.
В период Второй мировой войны в 1941 году в Единецком районе находилось 2 концентрационных лагеря, в которые румынские войска, выполняя приказ генерала Антонеску очистить бывшую территорию Румынского королевства от евреев, пригоняли колонны жителей Бессарабии и Северной Буковины. В октябре 1941 года, после появления нового распоряжения перенаправлять евреев за Днестр, лагеря закрыли. По разным сведениям за всё время в лагерях находилось от 13 до 25 тысяч человек. Слабых и больных выводили на окраину города и расстреливали, остальных — измученных и обессилевших колоннами гнали в Транснистрию. Колонны двигались в сторону Сорок, откуда их переправляли через Днестр двумя дорогами: одна проходила через Отаки, другая — через Купчинь, Паркова, Фынтынэ Албэ и прочие населённые пункты. 26 января 2020 года в Купчине был открыт мемориал погибшим. Он стал первым историческим монументом в городе.
В 1963 году был запущен Братушанский сахарный завод, который мог перерабатывать 30 000 центнеров сахарной свеклы в сутки.
13 апреля 1964 года село Купчинь и населённый пункт при Братушанском сахарном заводе объединены в поселок городского типа Калининск. На тот момент в нём проживали 5000 человек.
Постановлением ВС Молдавской ССР № 472 от 31.01.1991 пгт Калининск переименован в Купчинь.
После принятия в 1994 году закона «об административно-территориальном устройстве Республики Молдова», исключающего понятие «поселок городского типа», Купчинь становится городом.

## Образование
В городе находится русский лицей имени Софьи Ковалевской и румынский теоретический лицей «Михаил Садовяну».

## Достопримечательности
Памятник жертвам Холокоста